# Смирнов, Александр Павлович (генерал)
Алекса́ндр Па́влович Смирно́в (23 ноября 1916 — март 1988) — советский военачальник, генерал-майор. Начальник Казанского суворовского военного училища (1957—1974).

## Биография
Родился 23 ноября 1916 года в Пашиково. Окончил Вологодский государственный педагогический институт в 1941 году. Член ВКП(б) с 1941 года, призван на фронт 22 июня 1941 года Вологодским районным военным комиссариатом, на фронте с 1 октября 1941 года. Окончил ускоренный курс Ленинградского военно-пехотного училища имени Кирова в 1941 году и курсы «Выстрел» при Военной академии имени М. В. Фрунзе в 1944 году.
С осени 1941 года командовал стрелковым взводом, позже командовал ротой и батальоном в 1942 году. Командир стрелкового батальона 173-й стрелковой дивизии народного ополчения (позже — 77-я гвардейская стрелковая дивизия). 30 марта 1944 года назначен начальником отделения кадров 47-й стрелковой дивизии. Войну закончил в звании командира 148-го стрелкового полка в звании подполковника. За годы войны дважды был тяжело ранен: 30 октября 1941 года на Северо-Западном фронте в плечо и челюсть и 11 января 1943 на Донском фронте в грудь.
После войны занимался преподавательской деятельностью, в 1945—1946 годах преподавал математику в Тамбовском суворовском военном училище. В 1950—1955 годах — заместитель начальника Куйбышевского суворовского военного училища по учебной работе (начальник учебного отдела), аналогичную должность занимал в 1955—1957 годах в Ленинградском суворовском военном училище. С 1957 по 1974 год был начальником Казанского суворовского военного училища. 
В отставке с 1974 года.
По воспоминаниям выпускника Казанского суворовского военного училища Леонида Свиягина, любимым изречением Смирнова было «Посеешь поступок — пожнешь привычку, посеешь привычку — пожнешь характер, посеешь характер — пожнешь судьбу».

## Награды
- Орден Отечественной войны I степени (31 июля 1944) — за образцовое выполнение боевых заданий Командования на фронте борьбы с немецкими захватчиками и проявленные при этом доблесть и мужество[4][3][d]
- Орден Красной Звезды[1]:
  - 30 мая 1945[3][e]
  - 30 декабря 1956
  - 22 февраля 1968
- медаль «За боевые заслуги» (дважды)[5], в том числе:
  - 13 июня 1952[1]
- медаль «За оборону Сталинграда» (22 декабря 1942)[1][4][3]
- медаль «За победу над Германией» (9 мая 1945)[1]

## Комментарии
1. ↑  По другим данным, 1 ноября 1941[4]
2. ↑  По другим данным, был ранен навылет в грудь и плечо[4]
3. ↑  По другим данным, в 1955—1958 годах[7][8]
4. ↑  На момент награждения имел звание «гвардии старший лейтенант»[4]
5. ↑  На момент награждения имел звание «гвардии майор», представлялся к ордену Отечественной войны II степени[3]